# Антігуоко
«Антігуоко Кіроль Елькартеа» - аматорський молодіжний іспанський футбольний клуб, що базується в Антігуо, частині Сан-Себастьяна, в країні Басків (Іспанія).
Виконує роль фарм-клубу для "Атлетік Більбао", а раніше мав таку саму угоду з "Реал Сосьєдадом".

## Історія
«Антігуоко» засновано 1982 року, коли команда навіть не мала власного ґрунту.
Серед вихованців клубу низка відомих гравців, які виступали за "Реал Сосьєдад", а також інші команди і збірну Іспанії, наприклад, Хабі Алонсо, Мікель Артета, Хав'єр де Педро та Юрі Берчіче. Прибуток від багатомільйонних трансферів вихованців клубу Алонсо та Артети приніс Антігуоко кошти на поліпшення своєї інфраструктури.
Аріц Адуріс, Андоні Іраола та Андер Мурільо також були вихованцями Антигуоко, а згодом виступили на професійному рівні за баскських сусідів Атлетік Більбао, клубу, який протягом декількох сезонів мав офіційну угоду з Антігуоко і продовжує регулярно купувати їхніх гравців.